# Kijewskoje (Osetia Północna)
Kijewskoje (ros. Киевское) – wieś w Rosji, w Osetii Północnej, w rejonie mozdockim. W 2010 liczyła 1424 mieszkańców.